# Ґай Барнеа
Ґай Барнеа (івр. גיא ברנע; нар. 9 вересня 1987, Омер, Ізраїль) — ізраїльський плавець. Станом на березень 2016 року йому належать рекорди Ізраїлю на довгій дистанції 50 м на спині (24,64), на короткій дистанції 50 м на спині (23,27) та на довгій дистанції 100 м батерфляєм (51,36).
Учасник Олімпійських Ігор 2008 року. Призер Чемпіонату Європи з водних видів спорту 2010, 2012 років. Призер Чемпіонату Європи з плавання на короткій воді 2012 року. Призер літньої Універсіади 2009, 2011 років.